# Новокурово
Новокурово — деревня в Рузском районе Московской области, входит в состав сельского поселения Ивановское. Население 38 человек на 2006 год. До 2006 года Новокурово входило в состав Ивановского сельского округа.
Деревня расположена на северо-западе района, у границы с Волоколамским районом, примерно в 16 километрах к северо-западу от Рузы, у берега одного из северных заливов Рузского водохранилища, высота центра над уровнем моря 190 м. На юге практически примыкает деревня Курово, в 1,5 км на юго-запад — Щербинки.